# 2010年ASBクラシック
2010年ASBクラシック(ASB Classic)は、 ニュージーランド・オークランドにて、1月4日から1月9日まで開催されたWTAツアーインターナショナルトーナメント大会である。サーフェスは屋外ハードコート。本年で25回目の開催となった。

## 出場選手

### シード選手
| 国       | 選手                         | ランク1 | シード |
| -------- | ---------------------------- | ------- | ------ |
| イタリア | フラビア・ペンネッタ         | 12      | 1      |
| 中国     | 李娜                         | 15      | 2      |
| ベルギー | ヤニナ・ウィックマイヤー     | 16      | 3      |
| イタリア | フランチェスカ・スキアボーネ | 17      | 4      |
| フランス | ビルジニ・ラザノ             | 19      | 5      |
| ロシア   | エレーナ・ベスニナ           | 23      | 6      |
| フランス | アラバン・レザイ             | 25      | 7      |
| スペイン | アナベル・メディナ・ガリゲス | 27      | 8      |

- シード順は2009年12月28日付けのランクに基づく

### 主催者推薦
以下の3名が主催者推薦で出場した。
- クルム伊達公子
- マリーナ・エラコビッチ
- ヤニナ・ウィックマイヤー

### 予選勝者
- エレナ・バルタチャ
- ステファニー・コーエン＝アロロ
- エディナ・ガロビッツ
- モニカ・ニクレスク

## 優勝

### シングルス
ヤニナ・ウィックマイヤー def.  フラビア・ペンネッタ, 6–3, 6–2.
- ウィックマイヤーにとって今シーズン1回目、キャリア通算で3度目のシングルス優勝となった。

### ダブルス
カーラ・ブラック /  リーゼル・フーバー def.  ナタリー・グランディン /  ローラ・グランビル, 7–6(4), 6–2.